# Cervonîi Iar, Orihiv
Cervonîi Iar (în ucraineană Червоний Яр) este un sat în comuna Omelnîk din raionul Orihiv, regiunea Zaporijjea, Ucraina.

## Demografie
Componența lingvistică a localității Cervonîi Iar
     Ucraineană (93,69%)
     Rusă (6,31%)
Conform recensământului din 2001, majoritatea populației localității Cervonîi Iar era vorbitoare de ucraineană (93,69%), existând în minoritate și vorbitori de rusă (6,31%).